# Scum (album)
Pour les articles homonymes, voir Scum.
Albums de Napalm Death
From Enslavement to Obliteration
(1988)
Scum est le premier album du groupe de grindcore britannique Napalm Death. Il est aussi considéré comme l'un des premiers albums de grindcore enregistrés, étant sorti le 1er mai 1987. Scum a été enregistré en deux fois : la face A en 1986 et la face B début 1987.
Le titre You Suffer est rentré dans le Livre Guinness des records comme la chanson la plus courte de tous les temps avec 1.316 secondes.
L'album est cité dans l'ouvrage de référence de Robert Dimery « 1001 albums qu'il faut avoir écoutés dans sa vie ».

## Liste des titres
| 1.    | Multinational Corporations | 1:06 |
| 2.    | Instinct of Survival       | 2:26 |
| 3.    | The Kill                   | 0:23 |
| 4.    | Scum                       | 2:38 |
| 5.    | Caught... in a Dream       | 1:47 |
| 6.    | Polluted Minds             | 0:58 |
| 7.    | Sacrificed                 | 1:06 |
| 8.    | Siege of Power             | 3:59 |
| 9.    | Control                    | 1:23 |
| 10.   | Born on Your Knees         | 1:48 |
| 11.   | Human Garbage              | 1:32 |
| 12.   | You Suffer                 | 0:01 |
| 13.   | Life?                      | 0:43 |
| 14.   | Prison Without Walls       | 0:38 |
| 15.   | Point of No Return         | 0:35 |
| 16.   | Negative Approach          | 0:32 |
| 17.   | Success?                   | 1:09 |
| 18.   | Deceiver                   | 0:29 |
| 19.   | C.S.                       | 1:14 |
| 20.   | Parasites                  | 0:23 |
| 21.   | Pseudo Youth               | 0:42 |
| 22.   | Divine Death               | 1:21 |
| 23.   | As the Machine Rolls On    | 0:42 |
| 24.   | Common Enemy               | 0:16 |
| 25.   | Moral Crusade              | 1:32 |
| 26.   | Stigmatized                | 1:03 |
| 27.   | M.A.D.                     | 1:34 |
| 28.   | Dragnet                    | 1:01 |
| 31:14 |                            |      |

## Formation
- Lee Dorrian - Chant (titres 13 à 28)
- Bill Steer - Guitare (titres 13 à 28)
- Justin Broadrick - Guitare (titres 1 à 12)
- Nik Bullen - Basse et chant (titres 1 à 12)
- Jim Whitely - Basse (titres 13 à 28)
- Mick Harris - Batterie

## Pressages et versions
Comme bon nombre d'albums, réédité ou non, Scum est sorti avec différentes pochettes, la plus courante étant celle à fond jaune, mais on peut trouver des versions à fond bleu, orange, doré ou encore vert.
La première version CD sortie en 1988 inclut l'album From Enslavement to Obliteration et 4 titres bonus tirés de l'EP The Curse. En 1994, les 2 premiers albums seront réédités séparément.
Scum a été réédité sur format vinyle en 2002, avec you suffer en track bonus :
- Version européenne : limitée à 1000 copies de couleur noire.
- Version américaine : limitée à 700 copies de couleur verte et 300 copies de couleur rouge.

Scum a également fait l'objet d'une réédition en Dual-CD en mars 2007.